# BIGFLO
BIGFLO：빅플로（ビッグフロー）は、韓国の男性アイドルグループ。エイチオー・カンパニー所属。ヒップホップグループで、作詞・作曲・編曲はもちろん、アルバムのプロデューシングまで自ら行う実力派グループである。公式ファンクラブ名は「WAVE」。

## 来歴

### 結成からデビューまで
かつてN-Trainのリーダーだったジョンギュンが、グループの活動停止後に現事務所の社長と出会い、再デビューのチャンスをつかむ。オーディションを経て他のメンバーが決まり、事務所の移転と同時に共同生活を始める。結成時のメンバーはジョンギュン、ロン、ユソン、ジウク、HIGHTOPの5人。2014年2月20日にYouTube上で「BIGFLO TV」の第1弾を公開。6月19日にはミニアルバム『FIRST FLOW』でデビュー。タイトル曲の「Delilah（딜라일라）」で活動した。12月3日には2枚目のミニアルバム『SECOND FLOW』でカムバックし、タイトル曲「BAD MAMA JAMA」で活動した。

### 日本デビュー〜ギチョンの加入
日本では2014年11月8日の単独コンサート『FIRST FLOW』以降、積極的に活動を行っており、2015年4月15日にはタワーレコード渋谷店が展開する『LIVE LIVEFUL! COLLECTION』シリーズの第16弾として、『Delilah（JPN.Ver）』がリリースされた。
4月18日、ヤクルトホールで行われた単独コンサート、BIGFLO Live in Tokyo『Delilah』においてギチョンの加入が発表され、6月18日には所属事務所エイチオー・カンパニーの公式Twitter上でもアナウンスされた。

### Obliviate〜1,2,3,4
一方、韓国では国家報勲処の広報大使に選ばれ、2015年6月29日に同キャンペーンソング『우리, 이젠』をiTunesなどで発売したほか、カーリング大使にも就任した。
10月8日に、3枚目のミニアルバム『Incant』を発表。韓国ではタイトル曲の「Obliviate」で活動した。日本では11月25日に2ndシングル『1,2,3,4』をリリース。前作同様、『LIVE LIVEFUL! COLLECTION』シリーズの第29弾としてリリースされた。
11月26日に、第23回大韓民国文化演芸大賞で「K-POP歌手賞」を受賞。

### ジョンギュンの兵役〜5人体制
2016年2月21日、日本での単独コンサート『PREMIUM 6 CONCERT～MIRACLE～』において、ジョンギュンが兵役のため活動休止することを発表。4月13日から19日まで、マレーシアで初となるショーケースを6人で行った。4月28日の日本キャンペーンから5人で活動し、29日と30日には日本デビュー1周年を記念するライヴを東京で、6月19日にはデビュー2周年を記念するファンミーティングを韓国で行った。
当初は夏に日本の3rdシングルがリリースされる予定だったが後に中止。7月29日に韓国のイベント『東大門 DDP Wake up City Festa WCF』に参加したのが5人での最後の活動となった。

### ジウクとギチョンの脱退〜新メンバーの追加
2016年12月12日、所属事務所よりジウクとギチョンの脱退が発表された。12月22日からNAVERのV LIVE内で、残るロン・ユソン・HIGHTOPによる番組『IDOL X IDOL』がスタート。2017年1月5日の放送で新メンバーのウィジン・ソンミン・LEXの3人が公表された。2月14日には4thミニアルバム『Stardom』をリリース。同日の韓国初のショーケースを皮切りに、3月28日の『THE SHOW』（SBS MTV）まで、精力的に歌番組の出演やインタビュー、サイン会などの活動を行った。4月14日から30日までは1年ぶりに日本でのプロモーションを実施。ただしユソンが体調不良のため、これら一連の活動は残る5人で行われた。6月3日には韓国の『2017 DREAM CONCERT』に出演。
6月5日、HIGHTOPがBADKIZのソミンとコラボしたデジタルシングル『BLUE』をリリース。約1ヶ月にわたって多くの歌番組に出演した。続いてWoody（元N-Trainのサンウ）とコラボしたデジタルシングル『YAHAE』を7月20日に、『I'M IN YOU OUT』を8月30日にリリースした。

### The Unitへの参加
2017年9月18日、KBSのアイドルリブーティング番組『The Unit』にユソンを除く5人で参加することを表明。ユニットデビューをかけ他の参加者と共に9つの枠を争った。本放送では11月11日の第3回に5人で出演し、iKONの『Apology』を披露。その結果ウィジンのみ5人の審査員から評価を受けて通過し、後にLEXも敗者復活で男性候補者63名の中に選ばれた。2人とも全体での楽曲『MY TURN』（10月16日公開）と、男性メンバーのみ（Unit B）の楽曲『빛 (Last One)』（10月23日公開）に参加。なお、この番組には元メンバーのジウクも単独で出演しており、2人の審査員から評価を受けて通過した（オンエアはされておらずインターネットのみでの公開。後に第一次投票で脱落）。
その後、以下のとおり順位が推移してLEXは第二次投票をもって脱落。ウィジンは最終投票で2位となりデビューが決定。ユニット『UNB』のメンバーとして、BIGFLOと並行しながら2019年1月27日まで活動を続けた。
|                   | 第一次投票               | 第一次投票               | 第一次投票              | 第二次投票               | 第二次投票              | 第三次投票               | 第三次投票              | 最終投票                 |
| ----------------- | ------------------------ | ------------------------ | ----------------------- | ------------------------ | ----------------------- | ------------------------ | ----------------------- | ------------------------ |
| 放送回 （放送日） | 第4回 （2017年11月18日） | 第5回 （2017年11月25日） | 第7回 （2017年12月9日） | 第8回 （2017年12月16日） | 第10回 （2018年1月6日） | 第11回 （2018年1月13日） | 第13回 （2018年2月3日） | 第14回 （2018年2月10日） |
| ウィジン          | 17                       | 16                       | 9                       | 4                        | 2                       | 1                        | 2                       | 2                        |
| LEX               | 49                       | 53                       | 45                      | 44                       | 44                      | 脱落                     | 脱落                    | 脱落                     |

### emphas!ze
2018年に入ってからは個人での活動が中心となり、グループとしては月に1回のペースでファンミーティング『BIGFLO TALK SHOW』を開催するくらいだった。5月12日には前年に続き、韓国の『2018 DREAM CONCERT』に出演して『STARDOM』を披露。ジョンギュンとユソンを除く5人が『The Unit』に出演以来、久々に公の場で集結した。8月18日には1年半ぶりとなる5thミニアルバム『emphas!ze』をリリース。8月10日のミュージックバンクから、9月7日の同番組まで活動した。8月20日には大阪、22日には東京で『SummerLive 2018』を開催。
9月10日、運営元の変更に伴い、日本の公式サイトとFCサイトがリニューアルされた。11月4日には原宿クエストホールにて『BIGFLO 2018 1st Concert』を開催。12月14日、ファンカフェでロンとHIGHTOPの専属契約が2019年1月17日をもって満了になると発表。12月22日に神戸市で開催した『X'mas Special Live～GIFT for U～』を最後にBIGFLOでの活動を終了した。
2019年4月6日、ソンミンとLEXがRAINZのキム・ソンリとコラボしたデジタルシングル『너처럼 살고 싶어』をリリースした。6月26日には、ウィジンがミニアルバム『e:motion』でソロデビューを果たした。7月21日にはソウルでファンの有志による写真展『According To BIGFLO』が開催され、ジョンギュン、ロン、ジウク、HIGHTOP、ギチョン、ウィジンの6人が会場に姿を見せた。
グループの名称は、「ビッグ（Big)」と「フロー(Flow)」を合わせたもので、歌謡界に大きな流れを導いていくという力強い抱負を込めている。

## メンバー
ウィジン
- 表記：Euijin、의진
- 本名：イ・ウィジン（Lee Euijin）
- 出年月日：1990年2月15日
- 担当：ラップ、振付
- 韓国の男性アイドルグループ「A.cian」の元メンバー[28]。
- A.cian脱退後、友人の紹介でBIGFLOのオーディションを受けた[29]。
- NAVER TVCASTの番組『IDOL99』では、「兵役を終えたアイドル」と紹介されている[30]。
- 『The Unit』に出演して合格、UNBのメンバーとして活動した。
- 2019年6月26日にミニアルバム『e:motion』でソロデビュー。同日には韓国[31]、29日には日本[32]でファンミーティングを開催した。
- Twitter/Instagram

ソンミン
- 表記：SUNGMIN、성민
- 本名：オ・ソンミン（Oh Sung Min）
- 出年月日：1990年12月31日
- 担当：ヴォーカル
- 韓国の男性アイドルグループ「A-ble」の元メンバー。
- A-bleの活動終了後、通った大学でHIGHTOPと知り合い、BIGFLOに加入[29]。
- 特技はヴァイオリンの演奏。
- 2018年1月3日よりV LIVE上の『ミニ・ラジオ』という番組でパーソナリティを務めている。
- 2019年4月26日から6月30日まで、舞台『ファイティンコール』にアン・ジホ役で出演（トリプルキャスト）[33][34]。
- 2019年7月12日からミュージカル『サニーテン』にソン・スンホ役で出演中（トリプルキャスト）[35]
- Twitter/Instagram

LEX
- 表記：LEX、렉스
- 本名：チョン・ヒョンミン（Jeong Hyung Min）
- 出年月日：1993年1月12日
- 担当：ヴォーカル
- グループ初の外国人メンバー（韓国系カナダ人）。英語やフランス語を流暢に話せる。
- アイドルに憧れ、トロント大学の合格を蹴って来韓。WMエンターテインメントの練習生だった[29]。
- ピアノの弾き語りやサックスの演奏もできる。
- 涙もろく、『STARDOM』の活動ではショーケースやインタビューなどで泣いている。
- 2017年4月4日より、アリランラジオの『Hot Beat』という番組でDJを務めている[36]。
- 2018年9月19日から2019年2月6日まで、All the K-pop内の番組『カーテントーク』のMCを担当した[37]。
- 2019年4月4日、中国のドラマ『我的波塞冬』のOSTに『遗失的爱人』で参加[38]。
- Twitter/Instagram

## 元メンバー
ギチョン
- 表記：Ki chun、기천
- 本名：ファン・ギチョン（Hwang KiChun）
- 出年月日：1992年3月14日
- 担当：ヴォーカル
- 血液型：A型
- 身長：178cm
- 体重：60kg
- 韓国の6人組男性アイドルグループ「I.D」（2015年2月解散）の元メンバー。
- 2015年4月18日、ヤクルトホールでの単独コンサートで加入が発表された。
- ハングルや日本語のほか、過去に中国への留学経験があり、中国語も流暢に話せる[4]。
- 2016年12月12日付で脱退。JNエンターテインメントに移籍。
- 2018年7月9日から兵役のため芸能活動を休止中[39]。
- Twitter/Instagram

ジウク
- 表記：Z-UK、지욱
- 本名：チョン・ジウク（Jung Jae Wook）
- 出年月日：1993年1月27日
- 担当：ラップ、ダンス
- 血液型：A型
- 身長：175cm
- 体重：63kg
- 韓国のB-boyグループ「KILLA MONKEEZ CREW」のメンバーだった。
- ダンススクールの講師を務めたことがある[40]。
- BIGFLOでは楽曲の振り付けや、イベント・ステージの構成を担当していた。
- ジョンギュンのソロアルバムでは、共同プロデュースとPVの監督も務めた。
- 東急電鉄の「TOKYU PLUS」に外国人インフルエンサーとして5本の沿線紹介動画に出演[41]。
- 2016年12月12日付で脱退。JNエンターテインメントに移籍。
- 2017年8月12日、デジタルシングル『PUSH & PULL』でソロデビュー。
- 2019年6月27日から7月5日まで、ミュージカル『30歳の頃に』の日本公演に出演[42]。
- Twitter/Instagram

ユソン
- 表記：YUSEONG、유성
- 本名：チョン・ユソン（Jung Yu Seong）
- 出年月日：1992年10月8日
- 担当：ヴォーカル
- 血液型：O型
- 身長：171cm
- 体重：52kg
- ハムスターが好きで2匹飼っていたが、今は全て他界した。
- 10代の頃、中国で芸能活動をしていたことがあり[2]、中国語が堪能。逆にハングルが苦手である[43]。
- 中学まで中国で過ごし、高校はHIGHTOPと同じ芸術学校に通っていた[44]。
- 2017年2月7日から体調不良のため、暫定的に活動を休止[45]。
- 2017年12月23日、V LIVEで女性歌手ヘイネ（혜이니）と共演。『MUST HAVE LOVE』[46]をカバーした[47]。
- 2018年11月、自身のインスタグラムで同年8月に脱退していたと公表した（削除済み）。所属事務所との契約満了後、正式に脱退をアナウンスしている[48]。
- 2019年2月26日にデジタルシングル『WAKE ME UP feat. KIM JUNA』でソロデビュー[49]。
- 2019年6月15日から日本でファンミーティングを開催。同7月6日と7月7日の東京公演ではジウクと共演した[50]。
- Twitter/Instagram

ジョンギュン
- 表記：JUNGYUN、정균
- 本名：チョン・ジョンギュン（Jung Jung Kyun）
- 出年月日：1987年11月27日
- 担当：リーダー、ヴォーカル
- 血液型：A型
- 身長：180cm
- 体重：62kg
- 2007年にTACHYON、2011年にはN-Trainのメンバーとしてデビューしており、今回が3回目のデビューとなる[51]。
- 大学時代に日本語を勉強し、日本語能力試験の1級に合格している[2]。
- 2014年からは西江大学校で学んでいる[52]。
- キム・ヒョンジュンとは小学生の頃からの友人である[53]。
- 兵役のため、2016年4月27日より活動休止。6月9日に入隊し、ソウル警察機動本部に所属した。
- 2018年3月8日に除隊。当日はロンとHIGHTOPが出迎えた[54]。
- 2018年4月27日に自身のレコーディングスタジオ「STUDIO J2K」を開設[55]。
- 2018年12月19日、自身のインスタグラムで既に元メンバーであると公表した[56]。
- Twitter/Instagram

ロン
- 表記：RON、론
- 本名：チョン・ビョンファ（Cheon Byeong Hwa）
- 出年月日：1991年1月22日
- 担当：低音ヴォーカル
- 血液型：B型
- 身長：183cm
- 体重：62kg
- BIGFLO加入前はモデルとして活動していた[2]。
- イベントではバリスタを務めたり、DJプレーを披露するなど、多才な一面を持つ。
- ジョンギュンのソロアルバムでは、「レコーディング・エンジニア」としてクレジットされている。
- 2018年4月17日にYouTube上でチャンネル「키친론（Kitchen Ron）」を開設。手料理を披露している。
- 2019年1月27日にミュージックビデオの監督イ・サガンと1年半の交際を経て結婚[57]。
- 2019年1月17日に所属事務所との契約が満了し、BIGFLOの活動を終了した[58]。
- 2019年4月9日に入隊。第28師団に所属[59]。
- Twitter/Instagram

ハイトップ
- 表記：HIGHTOP、하이탑
- 本名：イム・ヒョンテ（Lim Hyun Tae）
- 出年月日：1994年3月19日
- 担当：ラップ、マンネ
- 血液型：AB型
- 身長：178cm
- 体重：60kg
- 母親が日本語講師をしているが、HIGHTOP自身は日本で活動を始めるまで全く話せなかった[2]。
- 2014年9月から12月まで、韓国のケーブルチャンネルMBC every1で放送されたドラマ「恋する下宿24番地」（全12回）にリ・バンイン役で出演。
- 2015年4月5日から5月3日まで、5回にわたってMBCのバラエティ番組「僕らの日曜の夜－リアル入隊プロジェクト本物の男」シーズン2に出演。
- 2016年1月6日から4月2日まで、Cube TVのバラエティ番組「Audition Truck」のMCを務めた。
- Webドラマ「선무당 공도사의 창업성공기」（全5回）、「マイ・リトルキーボード」（全4回）では主演を務めた。
- 2017年12月22日から2018年1月28日まで、舞台「スムル（二十歳）」にチホ役で出演（ダブルキャスト）。2015年に公開された同名映画の舞台化である[60]。
- 2018年3月2日から7月1日まで、ミュージカル「サランウン・ピルル・タゴ（愛は雨に乗って）」にジョン・ドンヒョン役で出演（トリプルキャスト）[61]。
- 2019年1月17日に所属事務所との契約が満了。以降は本名で活動している。2019年6月からはHBエンターテインメントに所属[62]。
- 2019年8月9日から、SBSのドラマ「힙합왕-나스나길」（全6回）に、クォン・ジュヌ役で出演[63]。
- 2019年9月からMBCで放送されるドラマ「하자있는인간들」にソンホ役で出演予定[64]。
- Twitter/Instagram

## ディスコグラフィー(韓国)
ミニアルバム
| No. | タイトル                    | 収録曲 | 備考 |
| 1st | FIRST FLOW (2014年6月19日)  | 1. FIRST FLOW (intro) 2. 딜라일라 (Delilah) 3. 뭐해또해 (It's you,Again) 4. FLY 5. 딜라일라 (Delilah)(Inst.) 6. 뭐해또해 (It's you Again)(Inst)   | |
| 2nd | SECOND FLOW (2014年12月3日) | 1. SECOND FLOW (INTRO) 2. BAD MAMA JAMA 3. BEAUTIFUL GIRL 4. 가끔 (SOMETIMES) 5. BAD MAMA JAMA (INST) 6. 가끔 (SOMETIMES) (INST)                  | - 4曲目は、女性歌手ウ・イギョン（우이경）がゲストボーカルとして参加。ロンとユソンは不参加。 |
| 3rd | Incant (2015年10月8日)      | 1. Obliviate 2. 친구들 다 불러 (Call Your Homie) 3. 털어놔 (Turn Up Now) 4. 듣기 싫어 (Turn On The Music) 5. When I Was Young 6. Obliviate (Inst) | - 3曲目はZ-UKとHIGHTOPが中心で、ジョンギュンがバックコーラスを担当。他の3人は不参加。 - 4曲目はユソンのソロで、HIGHTOPが間奏のラップを務めている。他の4人は不参加。                                                                 |
| 4th | Stardom (2017年2月14日)     | 1. INTRO 2. STARDOM 3. 때로는 4. BETTER LIFE 5. STARDOM（Inst） 6. 때로는（Inst）                                                                 | - 勇敢な兄弟プロデュース。 - INTROを除く全曲にHIGHTOPが作詞で参加している。 - 2017年5月8日付オリコン週間CDアルバムランキングで165位。                                                                                               |
| 5th | emphas!ze (2018年8月18日)   | 1. Intro 2. 거꾸로（Upside Down） 3. 니 친구（Your Friend） 4. P.M.P（Problems Make Problems） 5. 거꾸로（Inst） 6. 니 친구（Inst）               | - 前作に続き、勇敢な兄弟がプロデュース。 - タイトル曲は2018年8月2日のKMFで先行披露された。 - タイトル曲のMVでは、冒頭にウィジンが所属するダンスチーム「DA'ONEZ」のクルーが出演している。 - GAON2018年第34週アルバムチャートで16位。 |

デジタルシングル
| No. | タイトル                   | 収録曲                | 備考 |
| 1st | 우리, 이젠 (2015年6月29日) | 1. 우리, 이젠(We,Now) | - 大韓民国国家報勲処キャンペーンソング。 - 作詞はジョンギュン・Z-UK・HIGHTOP、作曲と編曲はジョンギュンが担当している。 |

Z-UK X HIGHTOP
| No. | タイトル                                       | 収録曲          | 備考 |
| 1st | Z-UK X HIGHTOP Special Single (2015年12月28日) | 1. My Answer Is | - 2015年11月23日の「BIGFLO 2015 Special Winter Show」で先行披露された。 - MVにはユソンがゲスト出演している。 |

ウィジン
| No. | タイトル                 | 収録曲                                                                      | 備考 |
| 1st | e:motion (2019年6月26日) | 1. intro 2. 불면증（insomnia） 3. Like it 4. ＝（equal） 5. 불면증（Inst.） | - タイトル曲は勇敢な兄弟が手がけている。 - 通常盤と特別盤の2種類があり、パッケージやフォトブックなどの仕様が異なる（収録曲は同じ）。 - 4曲目はウィジンの作詞・作曲（共作）。 - GAON2019年第26週アルバムチャートで17位。 |

## ディスコグラフィー(日本)
シングル
| No. | タイトル                           | 収録曲 | 備考 |
| 1st | Delilah -JPN ver.- (2015年4月15日) | 1. Delilah(JPN ver.) - 日本語詞：ジョンギュン 2. It's You,Again(JPN ver.) - 日本語詞：平義隆 3. Delilah(JPN ver.):Instrumental 4. It's You,Again(JPN ver.):Instrumental                         | - DVDとフォトブックが付属した初回限定盤と、通常盤の2形態で販売された。 - 2015年4月14日付タワーレコード総合チャートで2位。 - 2015年4月13日～4月19日のタワーレコード全店K-POPシングル週間チャートで1位。 - 2015年4月14日付オリコンデイリーCDシングルランキングで11位。 - 2015年4月27日付オリコン週間CDシングルランキングで17位。 |
| 2nd | 1,2,3,4 (2015年11月25日)           | 1. 1,2,3,4 - 作詞・作曲・編曲：Yocke 2. MIRACLE - 作詞・作曲・編曲：ジョンギュン 3. BAD MAMA JAMA(JPN ver.) - 日本語詞：ジョンギュン 4. Obliviate(JPN ver.) - 日本語詞：MEG.ME 5. 1,2,3,4(Inst) | - 初回限定盤はDVDとフォトブックが付属、カップリングを3曲収録している。 - 通常盤はタイトル曲とカップリング1曲、各インストの4曲入り。3種類あって、それぞれカップリングが異なる。 - メンバー別ジャケットは全6種類、タイトル曲のみ収録。 - 2015年11月30日付タワーレコード総合チャートで1位。 - 2015年11月30日 - 12月6日のタワーレコード全店K-POPシングル週間チャートで1位。 - 2015年11月24日付オリコンデイリーCDシングルランキングで13位。 - 2015年12月7日付オリコン週間CDシングルランキングで19位。 |

ジョンギュン
| No. | タイトル                   | 収録曲 | 備考 |
| 1st | Unfinished (2016年2月12日) | 1. Beauty & Stupid 2. 君が好きだったメロディー 3. いつかまた会いましょう 4. NO.1 (with.BIGFLO) 5. 君が好きだったメロディー (Acoustic ver.) 6. Beauty & Stupid (Inst.) | - 全楽曲の作詞・作曲をジョンギュンが担当。 - 初回限定盤にはDVDとフォトブックが付属。 - DVDには1曲目のMVが2パターン収録されている。 - 別途4曲目のMVが作られており、YouTubeで見ることができる。 - 3曲目はN-Trainのキャンペーンでも披露されていた。 - 5曲目は初回限定盤のみの収録。 - 2016年2月8日～2月14日のタワーレコード全店K-POPアルバム週間チャートで4位 - 2016年2月12日付オリコンデイリーCDアルバムランキングで9位。 - 2016年2月22日付オリコン週間CDアルバムランキングで28位。 |